# Anomozela hymenata
Anomozela hymenata là một loài bướm đêm trong họ Geometridae.